# Гвінейська лісосавана
Гвінейська лісосавана або Гвінейська мозаїка лісу та савани (ідентифікатор WWF: AT0707) — афротропічний екорегіон тропічних та субтропічних луків, саван і чагарників, розташований в Західній Африці.

## Географія
Екорегіон гвінейської лісосавани простягається на 3300 км із заходу на схід, від узбережжя Атлантичного океану до Камерунського нагір'я. На заході він охоплює території Сенегалу, зокрема частину регіону Казаманс, включно з містом Зігіншор, частину Гамбії та майже всю територію Гвінеї-Бісау, за винятком прибережних районів. Далі на схід регіон охоплює значну частину Гвінеї, включно з містами Фрія, Кіндіа та Кісідугу, північні райони Сьєрра-Леоне, включно з містами Макені та Кабала, центральні райони Кот-д'Івуару, включно з містами Туба та Буаке, центральні та південно-східні райони Гани, включно з містом Го, південь Того та південь Беніну, включно з містом Боґікон. На сході екорегіон охоплює значні території Нігерії, включно з містом Ібадан, назва якого означає «місце, де ліс зустрічається з саваною», зі столицею країни Абуджою, з містом Локоджа, де зливаються річки Нігер і Бенуе, та з містами Енугу та Макурді.
На північ від регіону поширені більш посушливі західносуданські савани, а на південь — густі і вологі верхньогвінейські та нижньогвінейські ліси. На південному сході Гани, в Того і Беніні, гвінейська лісосавана виходить до узбережжя Гвінейської затоки, формуючи Дагомейський розрив, який розділяє ліси Верхньої та Нижньої Гвінеї. Також гвінейська лісосавана оточує кілька анклавів східногвінейських лісів та гвінейських гірських лісів, розташованих в горах Західної Африки.

## Клімат
В межах екорегіону переважає саванний клімат (Aw за класифікацією кліматів Кеппена). Максимальні середньорічні температури становлять 30-33 °C, а мінімальні середньорічні температури — 14-21 °C. Середньорічна кількість опадів коливається від 1600 до 2000 мм, однак на території Дагомейського розриву вона становить 1000 мм, або навіть менше. На півночі регіону єдиний сезон дощів триває протягом п'яти-шести місяців з піком у серпні. На півдні регіону клімат характеризується двома сезонами дощів по два-чотири місяці кожен, розділених коротким сухим періодом у липні або серпні. Взимку в регіоні дме сухий північно-східний вітер харматан, який приносить з Сахари пилові бурі.

## Флора
Рослинний покрив регіону представлений луками та саванами, що перемежовуються лісами, які ростуть на пагорбах, та галерейними лісами, поширеними в долинах річок. В саванах переважають високі трави заввишки до чотирьох метрів, зокрема вогнестійкі види бородачника (Andropogon spp.), гіпарренії (Hyparrhenia spp.), також відомої як слонової трави та перлового проса (Pennisetum spp.). Дагомейський розрив характеризується більш низькотравними саванами. Серед поширених в лісах регіону дерев слід відзначити вогнестійке карликове червоне залізне дерево (Lophira lanceolata). На височинах Сьєрра-Леоне та Гвінеї ростуть ендемічні дерева Bafodeya benna, Diospyros feliciana та Fleurydora felicis.
Близько 40 % площі екорегіону займають сільськогосподарські угіддя. Тут переважають антропогенні ліси, в яких ростуть корисні для людей породи дерев, зокрема олійні пальми (Elaeis guineensis), африканські ріжкові дерева (Parkia biglobosa) та різноманітні фікуси (Ficus spp.)
В екорегіоні часто спалахують пожежі, викликані як посушливим кліматом, так і діями людини. Пожежі, як правило, не є надто масштабними. Вони запалюються людьми, щоб вполювати тварин, або звільнити місце для обробки землі. Постійні пожежі стримують ріст дерев на відкритій місцевості. Завдяки різноманітності середовищ існування та великим розмірам екорегіон вирізняється високим біорізноманнттям.

## Фауна
Гвінейська мозаїка лісів та саван вирізняється високим фауністичним різноманіттям. Тут мешкають характерні лісові тварини, зокрема пальмові нандінії (Nandinia binotata), малі білоносі мартишки (Cercopithecus petaurista) та дуїкери Максвелла (Philantomba maxwellii), а також рідкісні великі лісові кабани (Hylochoerus meinertzhageni ivoriensis), африканські лісові слони (Loxodonta cyclotis), ведмежі колобуси (Colobus vellerosus) та лісові бонго (Tragelaphus eurycerus). 
Серед інших рідкісних видів, поширених в регіоні, слід відзначити короткомордого крокодила (Osteolaemus tetraspis), лева (Panthera leo), звичайного бегемота (Hippopotamus amphibius), червонобокого дуїкера (Cephalophus rufilatus) та західного шимпанзе (Pan troglodytes verus). Деякі рідкісні види, такі як саванні слони (Loxodonta africana) та африканські леопарди (Panthera pardus pardus), зустрічаються як в лісах, так і в рідколіссях або саванах. Серед водно-болотних та річкових видів слід відзначити африканського ламантина (Trichechus senegalensis), плямистошию видру (Hydrictis maculicollis) та сітатунгу (Tragelaphus spekii). Також на водно-болотних угіддях екорегіону мешкають різноманітні птахи, зокрема райдужні мерли (Lamprotornis iris) та північні журавлі-вінценоси (Balearica pavonina). Ендеміком регіону є товста миша Джексона.

## Збереження
Оцінка 2017 року показала, що 107 116 км², або 16 % екорегіону, є заповідними територіями. Природоохоронні території включають:
- Національний парк Олд-Ойо[en] — Нігерія;
- Національний парк Буй — Гана;
- Національний парк Діг'я[en] — Гана;
- Національний парк Бадіар[en] — Гвінея;
- Національний парк Марахуе[en] — Кот-д'Івуар.